# Leonora Fani
Leonora Fani, pseudonimo di Eleonora Cristofani (Crocetta del Montello, 18 febbraio 1954), è un'attrice italiana, attiva fino ai primi anni ottanta.

## Biografia
La sua carriera artistica è legata principalmente al cinema di genere e popolare in voga negli anni settanta. Contraddistinta da una bellezza acerba, soprattutto all'inizio le vengono affidati ruoli adolescenziali, che segnano in maniera indelebile il suo percorso da attrice. Trasferitasi a Roma, ottiene il suo primo ruolo importante con La svergognata (1974) di Giuliano Biagetti. Segue una lunga serie di film che le frutteranno una certa popolarità, comprendendo anche piccoli ruoli in produzioni internazionali, al fianco di grandi nomi del cinema (come in Appuntamento con l'assassino di Gérard Pirès, con Jean-Louis Trintignant e Catherine Deneuve).
Nel 1976 gira Calde labbra con Claudine Beccarie. Nel 1977 viene notata da Salvatore Samperi, che le affida la sua prima parte importante scegliendola come protagonista in Nenè, tratto dall'omonimo romanzo di Cesare Lanza. A partire da questo momento conosce una breve ma intensa stagione di popolarità: altro ruolo importante è in Pensione paura (1978) di Francesco Barilli, dove è la protagonista. In questo periodo posa nuda sia per Playmen che per l'edizione italiana di Playboy. Le ultime pellicole sono meno interessanti da un punto di vista critico come: Giallo a Venezia di Mario Landi e Uomini di parola di Tano Cimarosa. Si ritira definitivamente dalle scene nella metà degli anni ottanta.

## Filmografia

### Cinema

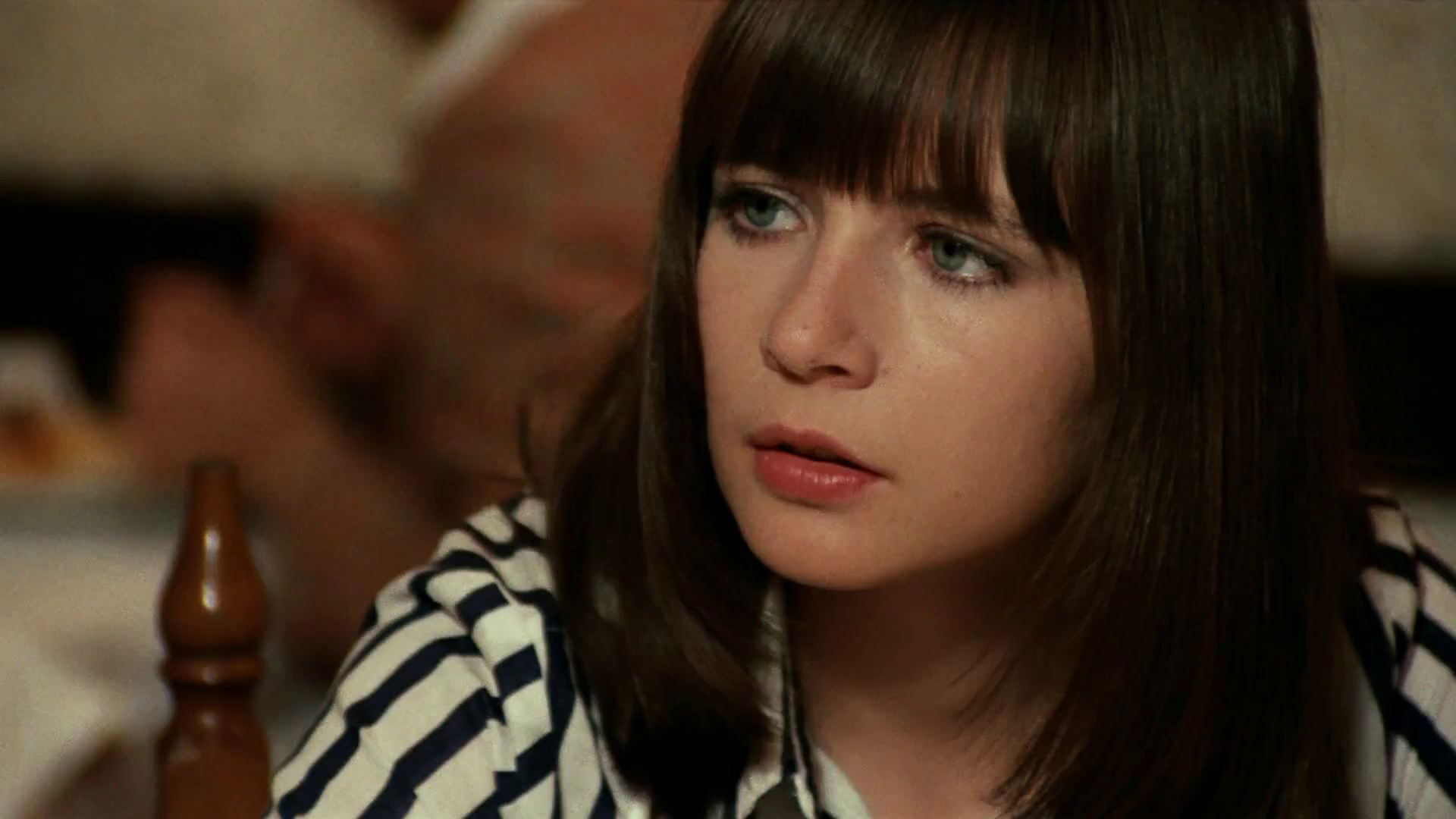
Leonora Fani in Amore mio non farmi male (1974)

Leonora Fani in Nenè (1977)

- Metti... che ti rompo il muso, regia di Giuseppe Vari (1973)
- La svergognata, regia di Giuliano Biagetti (1974)
- Amore mio non farmi male, regia di Vittorio Sindoni (1974)
- Il domestico, regia di Luigi Filippo D'Amico e Ary Fernandes (1974)
- Son tornate a fiorire le rose, regia di Vittorio Sindoni (1975)
- Lezioni private, regia di Vittorio De Sisti (1975)
- Perché si uccidono (La merde), regia di Mauro Macario (1975)
- Appuntamento con l'assassino (L'agression), regia di Gérard Pirès (1975)
- Fermi tutti! È una rapina, regia di Enzo Battaglia (1975)
- ...E la notte si tinse di sangue (Born for Hell), regia di Denis Héroux (1976)
- Per amore di Cesarina, regia di Vittorio Sindoni (1976)
- Calde labbra, regia di Demofilo Fidani (1976)
- Bestialità, regia di Peter Skerl (1976)
- Il conto è chiuso, regia di Stelvio Massi (1976)
- Nenè, regia di Salvatore Samperi (1977)
- Pensione paura, regia di Francesco Barilli (1977)
- Sensività, regia di Enzo G. Castellari (1979)
- Giallo a Venezia, regia di Mario Landi (1979)
- Peccati a Venezia, regia di Amasi Damiani (1980)
- Febbre a 40!, regia di Marius Mattei (1980)
- Giardino dell'Eden (Eden no sono), regia di Yasuzō Masumura (1980)
- Champagne... e fagioli, regia di Oscar Brazzi (1980)
- Uomini di parola, regia di Tano Cimarosa (1981)
- Habibi, amor mio, regia di Luis Gómez Valdivieso (1981)
- Difendimi dalla notte, regia di Claudio Fragasso (1981)

### Televisione
- Dei miei bollenti spiriti, regia di Sandro Bolchi – film TV (1981)
- I ragazzi di celluloide 2, regia di Sergio Sollima – miniserie TV (1984)
- Dall'ascensore, regia di Marco Bechis – cortometraggio (1986)